# Lil’ Kim

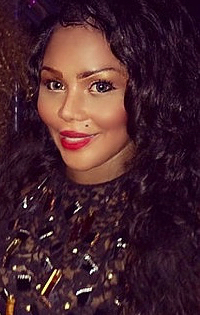
Lil’ Kim (2014)

Lil’ Kim (* 11. Juli 1974 oder 1975 in New York City; bürgerlicher Name Kimberly Denise Jones) ist eine US-amerikanische Rapperin, Sängerin und Schauspielerin. Zu ihren größten Hits zählen Lady Marmalade und Whoa und Lighters Up.

## Leben und Karriere

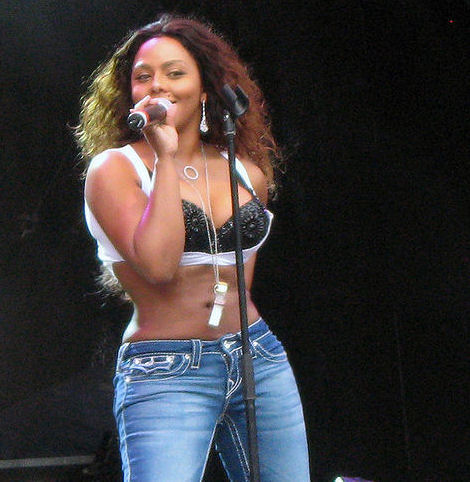
Lil’ Kim (2008)

Lil’ Kim wurde in Bedford–Stuyvesant (Bezirk Brooklyn, New York City) geboren und wuchs nach der Scheidung ihrer Eltern in einem Kinderheim auf. Durch die Bekanntschaft mit ihrem späteren Mentor und Liebhaber, The Notorious B.I.G., entdeckte sie ihre musikalische Begabung. 1996 erschien ihr Debütalbum Hard Core. Ihren Durchbruch in Europa schaffte Lil’ Kim 2001 mit dem Phil-Collins-Cover In the Air Tonight. Zusammen mit Mýa, Pink und Christina Aguilera hatte sie mit der Coverversion von Lady Marmalade ihren größten Erfolg, da das Lied sowohl in Deutschland als auch in den Vereinigten Staaten und Großbritannien die Charts anführte. Für diesen Song gewannen die Sängerinnen 2002 einen Grammy, die höchste Auszeichnung im Musikgeschäft.
Besondere Aufmerksamkeit erhielt sie 2002 in Deutschland durch ihren Song Kimnotyze, der ein Cover von Notorious B.I.G.s Lied Hypnotize ist. Nach dem Tod des Rappers nahm sie Kimnotyze zusammen mit dem Rapper Trooper Da Don und dem Produzenten DJ Tomekk auf und rappte dabei teilweise in deutscher Sprache („Gib’s mir richtig, ganz egal wo“).
Im Juli 2005 wurde Lil’ Kim wegen Meineids zu einer Haftstrafe von einem Jahr und einem Tag und einer Geldstrafe von 50.000 US-Dollar verurteilt. Sie hatte 2003 unter Eid ausgesagt, nicht bei einer Schießerei vor dem Studio des Radiosenders Hot 97 anwesend gewesen zu sein. Damit wollte sie zwei beteiligte Freunde, zu denen auch ihr Manager gehörte, schützen. Später wurde sie mit Hilfe von Videoaufnahmen überführt. Am 19. September 2005 trat Lil’ Kim die Haftstrafe an. Eine Woche vor ihrem 32. Geburtstag, am 4. Juli 2006, wurde sie vorzeitig wegen guter Führung aus der Haft entlassen.
In Südkorea wurde sie 2009 mit dem Song Girls in einem Featuring mit dem dort erfolgreichen Sänger Se7en bekannt. Lil’ Kim veröffentlichte ihr drittes Mixtape am 11. September 2014. Es heißt „Hard Core 2k14“. Sie trat am 28. Juni 2015 zusammen mit P. Diddy bei den BET-Awards mit einem Medley auf.
2014 brachte Lil Kim eine Tochter zur Welt. Am 2. November 2017 veröffentlichte sie die Single Took Us A Break, dieser Song schaffte es allerdings nicht auf das fünfte Comeback-Album. Das Album trägt den Titel 9 und wurde nach einer 14-jährigen musikalischen Pause am 11. Oktober 2019 veröffentlicht. Als Singles aus dem Album wurden Nasty One, Go Awff und Found you mit den City Girls und O.T. Genasis veröffentlicht. Für Promotion Zwecke wurden die Songs Pray for me und Download mit T-Pain veröffentlicht. Lil Kim geriet oftmals mit ihren Rap-Kolleginnen Nicki Minaj und auch Iggy Azalea in Streit.

## Diskografie
Studioalben

| Jahr | Titel Musiklabel                            | Höchstplatzierung, Gesamtwochen, AuszeichnungChartplatzierungen (Jahr, Titel, Musiklabel, Platzierungen, Wochen, Auszeichnungen, Anmerkungen) | Höchstplatzierung, Gesamtwochen, AuszeichnungChartplatzierungen (Jahr, Titel, Musiklabel, Platzierungen, Wochen, Auszeichnungen, Anmerkungen) | Höchstplatzierung, Gesamtwochen, AuszeichnungChartplatzierungen (Jahr, Titel, Musiklabel, Platzierungen, Wochen, Auszeichnungen, Anmerkungen) | Höchstplatzierung, Gesamtwochen, AuszeichnungChartplatzierungen (Jahr, Titel, Musiklabel, Platzierungen, Wochen, Auszeichnungen, Anmerkungen) | Höchstplatzierung, Gesamtwochen, AuszeichnungChartplatzierungen (Jahr, Titel, Musiklabel, Platzierungen, Wochen, Auszeichnungen, Anmerkungen) | Anmerkungen                                                    |
| Jahr | Titel Musiklabel                            | DE | AT | CH | UK | US | Anmerkungen                                                    |
| ---- | ------------------------------------------- | --- | --- | --- | --- | --- | -------------------------------------------------------------- |
| 1996 | Hard Core Atlantic Records (WMG)            | — | — | — | — | US11 ×2Doppelplatin · (47 Wo.)US | Erstveröffentlichung: 12. November 1996 Verkäufe: + 6.000.000  |
| 2000 | The Notorious K.I.M. Atlantic Records (WMG) | DE76 (6 Wo.)DE | — | CH100 (1 Wo.)CH | UK67 (1 Wo.)UK | US4 Platin · (37 Wo.)US | Erstveröffentlichung: 26. Juni 2000 Verkäufe: + 5.100.000      |
| 2003 | La Bella Mafia Atlantic Records (WMG)       | DE82 (2 Wo.)DE | — | CH81 (3 Wo.)CH | UK80 (1 Wo.)UK | US5 Platin · (29 Wo.)US | Erstveröffentlichung: 3. März 2003 Verkäufe: + 2.000.000       |
| 2005 | The Naked Truth Atlantic Records (WMG)      | — | — | — | — | US6 (9 Wo.)US | Erstveröffentlichung: 13. September 2005 Verkäufe: + 2.700.000 |
| 2019 | 9 eOne Music (MNRK)                         | — | — | — | — | — | Erstveröffentlichung: 11. Oktober 2019 Verkäufe: + 1.000       |

## Filmografie
- 1999: Eine wie keine (She’s all that)
- 2001: Zoolander (Cameo-Auftritt)
- 2002: Juwanna Mann
- 2003: Those Who Walk in Darkness (Animiert)
- 2003: Gang of Roses
- 2004: Nora’s Hair Salon
- 2004: Street Style
- 2005: Lil’ Pimp (Stimme)
- 2005: There’s a God on the Mic (Dokumentarfilm)
- 2008: Superhero Movie